# Auximella
Auximella là một chi nhện trong họ Amaurobiidae.